# Aliti (plaats)
Aliti is een plaats in het district Ancuabe in de provincie Cabo Delgado in het noordoosten van Mozambique.
De plaats ligt op ongeveer vier kilometer ten noordwesten van de berg Aliti.